# Nakajima Kumakichi
Baron Nakajima Kumakichi (jp. 中島 久万吉; * 24. Juli 1873 in Yokohama; † 25. April 1960 in Hayama) war ein Unternehmer, Politiker und Handels- und Industrieminister im Japanischen Kaiserreich.

## Biografie
Nakajima wurde in Yokohama geboren. Sein Vater, Baron Nakajima Nobuyuki, stammte aus dem Fürstentum Tosa bzw. Kōchi (seit der Abschaffung der Fürstentümer Präfektur Kōchi), war ein Führer der „Bewegung für Freiheit und Bürgerrechte“, die im frühen Kaiserreich eine Verfassung und ein Parlament einforderte, später der erste Präsident des Abgeordnetenhauses, des Unterhauses des Reichstags, und japanischer Botschafter in Italien.
Nakajima besuchte zunächst die Meiji-Universität, verließ sie aber ohne Abschluss und erwarb 1897 einen Abschluss an der Höheren Handelsschule [Tokio] ([Tōkyō] kōtō shōgyō gakkō, Vorgängerin der Hitotsubashi-Universität), wo er nach seinem Abschluss eine Stelle an der Tokioter Börse erhielt. Im Jahr 1899 wurde er Sekretär von Premierminister Katsura Tarō und 1906 Sekretär von Premierminister Saionji Kimmochi.
Im Jahr 1907 ging Nakajima zum Bergbaukonsortium Fukukawa Kōgyō. Er half bei der Gründung der Jōsai-Universität im Jahr 1918. 1919 wurde Nakajima zum Mitglied des Herrenhauses, des Oberhauses des Reichstags, dem er bis 1939 angehörte. Um 1920 war Nakajima maßgeblich am Zusammenschluss von Furukawa Denki Kōgyō (englisch mehrdeutig „Furukawa Electric“), Fuji Denki Seizō (engl. „Fuji Electric“), Yokohama Gomu Seizō (englisch „Yokohama Rubber“) und einer Reihe kleinerer Unternehmen zum Furukawa-zaibatsu beteiligt, einem der 15 größten Zaibatsu. Ab 1927 war er ein einflussreiches Mitglied des „Deliberation Council“ im Handels- und Industrieministerium und setzte sich für die verstärkte Erstellung von Industriestatistiken, die Vergabe von Krediten an kleine und mittlere Unternehmen und die Exportindustrie sowie die Einführung des metrischen Systems ein. Im Jahr 1932 trat Nakajima als Minister für Handel und Industrie in die Regierung von Premierminister Saitō Makoto ein.
Im Jahr 1921 hatte Nakajima beim Anblick einer Holzstatue von Ashikaga Takauji im Seiken-Tempel (Seiken-ji) in Shimizu-shi, Shizuoka-ken (seit 2003 Shimizu-ku, Shizuoka-shi), ein Haiku-Gedicht für eine Literaturzeitschrift verfasst. Er kommentierte, dass die offizielle Bildungspolitik, die Ashikaga Takauji wegen seines Verrats an Kaiser Go-Daigo als Landesverräter verunglimpft, überdacht werden sollte. Der Artikel wurde von Ultrarechten und Militaristen entdeckt, die nach einem Druckmittel suchten, um das Kabinett Saitō in Verlegenheit zu bringen und zu stürzen. Nakajima wurde vor die Abgeordnetenkammer geladen, wo er von General Baron Takeo Kikuchi im Ruhestand und anderen eingeschüchtert wurde, die seinen Rücktritt am 2. Februar 1934 erzwangen, einem Datum, an dem sich die Kemmu-Restauration zum 600. Mal jährte.
Im Jahr 1937 war Nakajima einer von 16 Beamten, die im Zusammenhang mit dem Teijin-Zwischenfall unter dem Vorwurf der Korruption verhaftet wurden. Nach einem langwierigen Prozess wurde er von allen Anschuldigungen freigesprochen, zog sich aber nach diesem Ereignis aus dem öffentlichen Dienst zurück.
Nach der Kapitulation Japans trat Nakajima aus seiner Zurückgezogenheit hervor und wurde 1947 Vorsitzender der Nihon Bōeikai (engl. „Japan Trade Association“, „Japan Foreign Trade Council“ etc.). Im Jahr 1955 wurde er Präsident der Rundfunkgesellschaft Bunka Hōsō (engl. „Nippon Cultural Broadcasting“). Er starb 1960 in seiner Villa in Hayama, Präfektur Kanagawa. Posthum wurde er mit dem Orden der Aufgehenden Sonne (1. Klasse) ausgezeichnet.